# 인천 부평구의 국회의원

## 행정구역 변천
- 1968년 1월 1일 경기도 인천시 북구 설치
- 1981년 7월 1일 인천직할시 북구
- 1988년 1월 1일 북구 검암동·백석동·시천동·경서동·연희동·공촌동·심곡동·가정동·신현동·석남동·원창동·가좌동이 인천직할시 서구로 분구
- 1989년 1월 1일 김포군 계양면이 인천직할시 북구에 편입
- 1995년 1월 1일 인천광역시 북구
- 1995년 3월 1일 북구 효성동·계산동·작전동·서운동·임학동·용종동·병방동·방축동·장기동·갈현동·오류동·둑실동·목상동·다남동·선주지동·이화동·상야동·하야동·평동·귤현동·동양동·박촌동·노오지동이 인천광역시 계양구로 분구, 북구는 부평구로 개칭

## 인천 부평구의 역대 국회의원 일람
| 대수   | 이름           | 소속정당     | 임기                               | 선거구역 |
| ------ | -------------- | ------------ | ---------------------------------- | --- |
| 제8대  | 김숙현(金淑鉉) | 민주공화당   | 1971년 7월 1일 ~ 1972년 10월 17일  | 인천시 북구 일원(제3선거구)                                                                                                 |
| 제9대  | 김은하(金殷夏) | 신민당       | 1973년 3월 12일 ~ 1979년 3월 11일  | 인천시 일원(제1선거구) |
| 제9대  | 류승원(柳承源) | 민주공화당   | 1973년 3월 12일 ~ 1979년 3월 11일  | 인천시 일원(제1선거구) |
| 제10대 | 김은하(金殷夏) | 신민당       | 1979년 3월 12일 ~ 1980년 10월 27일 | 인천시 일원(제1선거구) |
| 제10대 | 류승원(柳承源) | 민주공화당   | 1979년 3월 12일 ~ 1980년 10월 27일 | 인천시 일원(제1선거구) |
| 제11대 | 김숙현(金淑鉉) | 민주정의당   | 1981년 4월 11일 ~ 1985년 4월 10일  | 인천시 동구·북구 일원(제2선거구)                                                                                            |
| 제11대 | 정정훈(鄭貞薰) | 민주한국당   | 1981년 4월 11일 ~ 1985년 4월 10일  | 인천시 동구·북구 일원(제2선거구)                                                                                            |
| 제12대 | 류제연(柳濟然) | 신한민주당   | 1985년 4월 11일 ~ 1988년 5월 29일  | 동구·북구 일원(제2선거구)                                                                                                   |
| 제12대 | 김숙현(金淑鉉) | 민주정의당   | 1985년 4월 11일 ~ 1988년 5월 29일  | 동구·북구 일원(제2선거구)                                                                                                   |
| 제13대 | 정정훈(鄭貞薰) | 통일민주당   | 1988년 5월 30일 ~ 1992년 5월 29일  | 북구 갑: 부평1동, 부평2동, 부평3동, 부평4동, 부평5동, 부평6동, 부개1동, 부개2동, 일신동, 십정1동, 십정2동                   |
| 제13대 | 이승윤(李承潤) | 민주정의당   | 1988년 5월 30일 ~ 1992년 5월 29일  | 북구 을: 산곡1동, 산곡2동, 청천동, 효성동, 계산동, 작전동, 서운동, 갈산동                                                   |
| 제14대 | 조진형(趙鎭衡) | 무소속       | 1992년 5월 30일 ~ 1996년 5월 29일  | 북구 갑: 부평1동, 부평2동, 부평3동, 부평4동, 부평5동, 부평6동, 부개1동, 부개2동, 일신동, 십정1동, 십정2동, 산곡1동, 산곡3동 |
| 제14대 | 이승윤(李承潤) | 민주자유당   | 1992년 5월 30일 ~ 1996년 5월 29일  | 북구 을: 산곡2동, 청천1동, 청천2동, 효성1동, 효성2동, 계산1동, 계산2동, 계산3동, 작전1동, 작전2동, 서운동, 갈산동, 계양동   |
| 제15대 | 조진형(趙鎭衡) | 신한국당     | 1996년 5월 30일 ~ 2000년 5월 29일  | 부평구 갑: 부평1동, 부평2동, 부평3동, 부평4동, 부평5동, 부평6동, 부개1동, 부개2동, 부개3동, 일신동, 십정1동, 십정2동        |
| 제15대 | 이재명(李在明) | 신한국당     | 1996년 5월 30일 ~ 2000년 5월 29일  | 부평구 을: 산곡1동, 산곡2동, 산곡3동, 산곡4동, 청천1동, 청천2동, 갈산1동, 갈산2동, 삼산동                                   |
| 제16대 | 박상규(朴尙奎) | 새천년민주당 | 2000년 5월 30일 ~ 2004년 5월 29일  | 부평구 갑: 부평1동, 부평2동, 부평3동, 부평4동, 부평5동, 부평6동, 부개1동, 부개2동, 부개3동, 일신동, 십정1동, 십정2동        |
| 제16대 | 최용규(崔龍圭) | 새천년민주당 | 2000년 5월 30일 ~ 2004년 5월 29일  | 부평구 을: 산곡1동, 산곡2동, 산곡3동, 산곡4동, 청천1동, 청천2동, 갈산1동, 갈산2동, 삼산동                                   |
| 제17대 | 문병호(文炳浩) | 열린우리당   | 2004년 5월 30일 ~ 2008년 5월 29일  | 부평구 갑: 부평1동, 부평2동, 부평3동, 부평4동, 부평5동, 부평6동, 부개1동, 부개2동, 일신동, 십정1동, 십정2동, 산곡3동        |
| 제17대 | 최용규(崔龍圭) | 열린우리당   | 2004년 5월 30일 ~ 2008년 5월 29일  | 부평구 을: 산곡1동, 산곡2동, 산곡4동, 청천1동, 청천2동, 갈산1동, 갈산2동, 삼산동, 부개3동                                   |
| 제18대 | 조진형(趙鎭衡) | 한나라당     | 2008년 5월 30일 ~ 2012년 5월 29일  | 부평구 갑: 부평1동, 부평2동, 부평3동, 부평4동, 부평5동, 부평6동, 부개1동, 부개2동, 일신동, 십정1동, 십정2동, 산곡3동        |
| 제18대 | 구본철(具本喆) | 한나라당     | 당선 무효                          | 부평구 을: 산곡1동, 산곡2동, 산곡4동, 청천1동, 청천2동, 갈산1동, 갈산2동, 삼산1동, 삼산2동, 부개3동                         |
| 제18대 | 홍영표(洪永杓) | 민주당       | 2009년 4월 30일 ~ 2012년 5월 29일  | 부평구 을: 산곡1동, 산곡2동, 산곡4동, 청천1동, 청천2동, 갈산1동, 갈산2동, 삼산1동, 삼산2동, 부개3동                         |
| 제19대 | 문병호(文炳浩) | 민주통합당   | 2012년 5월 30일 ~ 2016년 5월 29일  | 부평구 갑: 부평1동, 부평2동, 부평3동, 부평4동, 부평5동, 부평6동, 부개1동, 부개2동, 일신동, 십정1동, 십정2동, 산곡3동        |
| 제19대 | 홍영표(洪永杓) | 민주통합당   | 2012년 5월 30일 ~ 2016년 5월 29일  | 부평구 을: 산곡1동, 산곡2동, 산곡4동, 청천1동, 청천2동, 갈산1동, 갈산2동, 삼산1동, 삼산2동, 부개3동                         |
| 제20대 | 정유섭(鄭有燮) | 새누리당     | 2016년 5월 30일 ~ 2020년 5월 29일  | 부평구 갑: 부평1동, 부평2동, 부평3동, 부평4동, 부평5동, 부평6동, 부개1동, 일신동, 십정1동, 십정2동, 산곡3동, 산곡4동        |
| 제20대 | 홍영표(洪永杓) | 더불어민주당 | 2016년 5월 30일 ~ 2020년 5월 29일  | 부평구 을: 산곡1동, 산곡2동, 청천1동, 청천2동, 갈산1동, 갈산2동, 삼산1동, 삼산2동, 부개2동, 부개3동                         |
| 제21대 | 이성만(李成萬) | 더불어민주당 | 2020년 5월 30일 ~ 2024년 5월 29일  | 부평구 갑: 부평1동, 부평2동, 부평3동, 부평4동, 부평5동, 부평6동, 부개1동, 일신동, 십정1동, 십정2동, 산곡3동, 산곡4동        |
| 제21대 | 홍영표(洪永杓) | 더불어민주당 | 2020년 5월 30일 ~ 2024년 5월 29일  | 부평구 을: 산곡1동, 산곡2동, 청천1동, 청천2동, 갈산1동, 갈산2동, 삼산1동, 삼산2동, 부개2동, 부개3동                         |
| 제22대 | 노종면(盧宗勉) | 더불어민주당 | 2024년 5월 30일 ~ 현재             | 부평구 갑: 부평1동, 부평2동, 부평3동, 부평4동, 부평5동, 부평6동, 부개1동, 일신동, 십정1동, 십정2동, 산곡3동, 산곡4동        |
| 제22대 | 박선원(朴善源) | 더불어민주당 | 2024년 5월 30일 ~ 현재             | 부평구 을: 산곡1동, 산곡2동, 청천1동, 청천2동, 갈산1동, 갈산2동, 삼산1동, 삼산2동, 부개2동, 부개3동                         |

## 같이 보기
- 인천시의 국회의원
- 인천 서구의 국회의원
- 김포시의 국회의원
- 인천 계양구의 국회의원
- 인천 남동구의 국회의원
- 인천 북구의 국회의원
- 부천시의 국회의원
- 북구 갑 (인천)
- 북구 을 (인천)
- 부평구 갑
- 부평구 을